# Bitka za Repetitor 5. ožujka 1994.
Bitka za kotu Repetitor je bila bitka u Domovinskom ratu na ličkom bojištu.

## Uvod
Hrvatska je vojska porazila rujna 1993. velikosrpske pobunjeničke snage u operaciji Medački džep, odbacivši im snage iz okolice Gospića tako da više nisu mogli i lakšim naoružanjem u svakom trenutku gađati grad. Unatoč vrisku u međunarodnom medijima, snažnim međunarodnim diplomatskim i medijskim pritiscima iz zemalja koje su otvoreno radile protiv Hrvatske, unatoč tihim sankcijama Hrvatskoj i prijetnjama izričitim sankcija od europskih i svjetskih velesila, EU, UN i drugih organizacija, hrvatski uspjeh nije mogao biti poništen. Učinak hrvatske pobjede bio je psihički presnažan i pobunjenička paradržava nikad se nije oporavila od tog udara, kako se vidi po reakcijama medija pobunjenih Srba. Ipak, nikad se nisu odrekli svojih teritorijalnih ambicija.

## Tijek događaja
Nakon dužeg mirovanja na hrvatskom bojištu velikosrpske snage poduzele su 5. ožujka novi napad. Naizgled tek osvajanje jednog brda, to je bilo strateški vrlo bitna točka. Odatle se moglo kontrolirati kretanje cijelim Ličkim poljem i vrlo važnog predjela Ljubova. Iz smjera Ljubova četnici su napali i zauzeli dominantnu kotu na Ljubovu zvanu Repetitor čime su ostvarili pretpostavke za ovladavanjem Ličkim poljem odnosno daljnjim napredovanjem Ličkim poljem. Ljubovo je strateški iznimno važno, i za nj su se vodile bitke u Oluji 1995., kao i 1991. godine. U trenutku napada na hrvatskoj strani bile su tek pričuvne postrojbe HV, t.j. crtu bojišnice branile su postrojbe 150. domobranske pukovnije iz Zagreba. Zbog opasnosti od daljnjeg osvajanja ili samo prijetnje granatiranjima, hrvatske profesionalne postrojbe morale su reagirati. Postojala je realna opasnost da se prosrpski UNPROFOR() vojno angažira na srpskoj strani, uzimajući u obzir izmišljenu kanadsku vojnu akciju "čuvanja mira" u vrijeme operacije Medački džep kad su po svojim riječima "bez gubitaka na svojoj strani ubili hrvatske vojnike koji su ih napali". Nije se smjelo riskirati da se to zbilja ostvari, imajući u vidu informacije o drugim i trećim generacijama Srba u kanadskoj vojsci, od kojih su neki bili angliziranih prezimena, kao i mogućnost djelovanja agenata iz Hrvatskoj izrazito nesklone Velike Britanije i Francuske i država koje su sprovodile njihovu politiku. Stoga je hitna reakcija bila nužna i reagirala je 9. gardijska brigada "Vukovi", pomogavši pričuvnim snagama HV. Velikosrpskog osvajača prisili su povući se i nikad poslije više nije uspio ovladati ovim predjelom. Pobunjenička srpska akcija nije bila djelo na svoju ruku nekog brzopletog, nekontroliranog i slave željnog lokalnog zapovjednika, nego smišljena akcija vodstva pobunjenih Srba. Potvrda je u tome što je čelnik pobunjenih hrvatskih Srba Milan Martić osobno došao na Ljubovo podići moral svojim rasutim postrojbama.
9. gardijska brigada je po dobivenoj zadaći prešla u silovit protuudar. Borbe su trajale oko 6 sati uspijeva te odbacile velikosrpske postrojbe na polazne položaje, pri čemu su vojsci pobunjenih Srba nanijeli velike gubitke u ljudstvu i tehnici.

## Ishod bitke
Hrvatske snage izvojevale su pobjedu, kontrolu nad strateški važnom kotom, a moral poraženih velikosrpskih pobunjenika bio je dodatno poljuljan nastavkom niza vojnih poraza.
Uspjeh je bio potpun. Snage su velikosrbima bile doslovce razbacane. Nažalost hrvatske snage nisu smjele dalje ići u progon i daljnje eliminiranje neprijatelja i oslobađanje i zauzimanje boljih strateških točaka, zbog zapovijedi da se na dostignutu crtu postave promatrači UN-a sa zadaćom razdvajanja zaraćenih strana. Poslije se shvatilo da promatrači UN pokušavaju utvrditi granicu pobunjeničke paradržave.